# 凤岗街道 (三明市)
凤岗街道是中国福建省三明市沙县区下辖的一个街道。

## 历史沿革
2003年，沙县撤销凤岗镇、虬江乡，设立凤岗街道。

## 行政区划
凤岗街道下辖以下地区：
城西社区、府前社区、城东社区、东门社区、城北社区、莲花社区、金沙社区、西园社区、长富社区、金学社区、东天岭社区、鼓楼坪社区、大洲村、西门村、西山村、北门村、东山村、庙门村、古县村、西霞村、根坑村、村头村、漈口村、漈硋村、西郊村、垄东村、三姑村、龙坑村、际岩村、水美村、井后村、灵元村和张坑湾村。